# Гренландски език
Гренландският език (Kalaallisut) е ескимоско-алеутски език.
Говори се от около 57 000 души в Гренландия и Дания.